# Eva van Dantzig
Eva van Dantzig (Harlingen, 18 augustus 1869 - Sobibór, 13 maart 1943) was een Nederlands pianiste en logopediste.
Ze werd geboren binnen het gezin van slager Emanuel van Dantzig en Jeannette de Leeuw, een jaar voor haar zus Branco van Dantzig. Zij werd omgebracht in vernietigingskamp Sobibór. Haar naam is als weggevoerde verwerkt in de lijst op het oorlogsmonument "Niet weer, nooit meer" in Zeist.
Ze kreeg haar muziekopleiding van Martinus Schuil in Harlingen. Daarna, van 1884 tot 1888, kon ze studeren aan de Rotterdamse Muziekschool bij Friedrich Gernsheim, Theodoor Verhey en Willy Hess. Haar studie richtte zich voornamelijk op de piano. In 1888 verkreeg zij haar diploma’s voor pianospel (1e graad) en piano-onderwijs (1e graad), in 1893 nog gevolgd door een diploma voor koorzangonderwijs. Als pianiste trad zij door het gehele land op, van Harlingen tot Winschoten tot Rotterdam. In Winschoten was ze ook enige tijd (1888-1899) spraak- en muzieklerares, gevolgd door een aantal jaren dezelfde beroepen in Rotterdam (1899-1903). Vervolgens gaf ze spraak/muzieklessen in Den Haag (gemeentelijk spreekonderwijs), ging in 1934 officieel met pensioen, maar zette haar praktijk privé voor, voor het laatst in Zeist vanaf circa 1939.
Daarbij reageerde ze af en toe op stukken omtrent de uitspraak van het Nederlands of over de oprichting van een logopedieschool in Den Haag.
Ondertussen gaf ze wat educatieve muziek uit:
- Tweeëntwintig bekende liedjes ten dienste van het elementair klavier- en zangonderwijs (1899, het haalde meerdere drukken)
- een nieuwe uitgave van Spindlers Maiglöckchen; twaalf kleine liederen voor piano  opus 44 (circa 1910)
- Langs velden en wegen, uitgegeven in Leiden, circa 1927
- Aanteekeningen over Algemene muziekleer en klavierspel.

## Trivia
- In mei 2025 werd bekend dat in de nieuw te bouwen woonwijk Gratinga een straat naar haar vernoemd zal worden. [2]

- Digitale Bibliotheek voor de Nederlandse Letteren: dant008
- Nationale Bibliotheek van Tsjechië: mzk2013775127
- Virtual International Authority File: 305218385